# Grenzbrigade 9

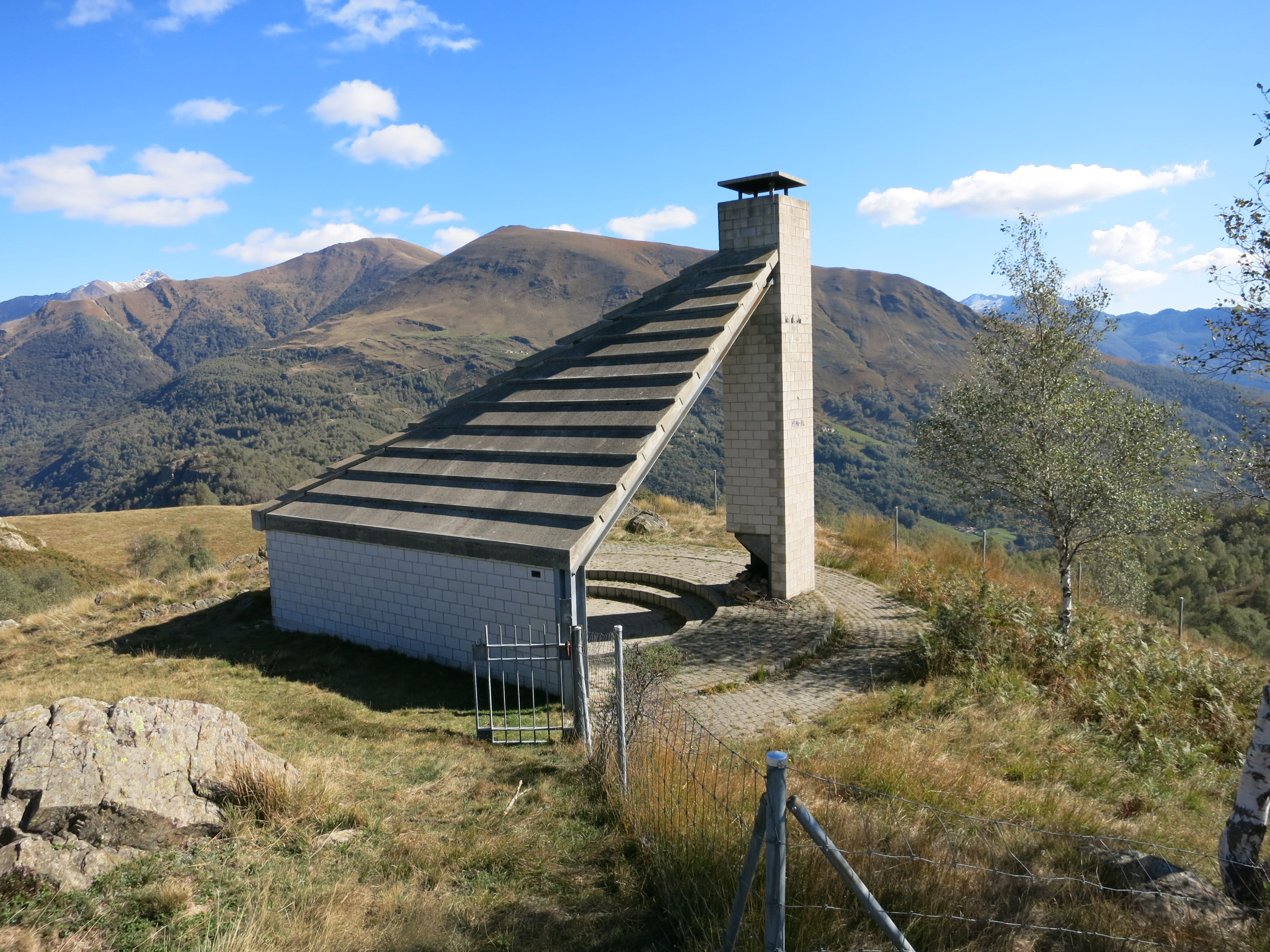
Denkmal Grenzbrigade 9, Cima di Lago

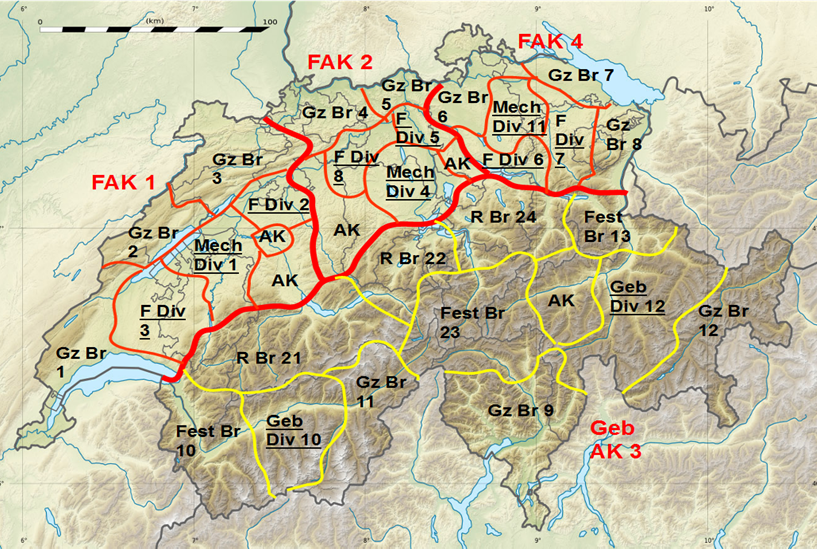
Grenzbrigade 9 im Grunddispositiv von 1992

Die Grenzbrigade 9 (italienisch brigata frontiera 9) war eine von elf Grenzbrigaden der Schweizer Armee. Sie war dem 3. Armeekorps (seit 1961 Gebirgsarmeekorps 3, Geb AK 3) unterstellt und bestand von 1938 bis 1994 (Armee 95).

## Geschichte
Die Grenztruppen wurden in Übereinstimmung mit dem Haager Abkommen mit der Truppenordnung 1938 (TO 38) neu organisiert und 11 Grenzbrigaden (Gz Br) geschaffen. Neben den Grenzfüsilierbataillonen verfügten sie über eine Kompanie Radfahrer, motorisierte Mitrailleure und Infanteriekanoniere.
Damit die Grenzverteidigung (Grenzbesetzung) trotz der rasanten Weiterentwicklung der Kriegstechnik glaubwürdig blieb, beschloss der Bundesrat, die Verteidigungslinie mit permanenten, in der Tiefe gestaffelten Grenzbefestigungen zu verstärken. 1935 liessen die Bundesbehörden das Büro für Befestigungsbauten (BBB) wieder beleben, und ab 1937 wurde vorerst bei der Grenzbefestigung (Festung Sargans usw.) wieder gebaut.
Die Grenzbrigade 9 war für Ausbildung und Einsatzvorbereitung dem 3. Armeekorps zugewiesen. Die Unterstellung während des Einsatzes wurde durch den jeweiligen Operationsplan bestimmt. In allen Verbänden der Grenztruppen wurden Milizsoldaten mit Wohnsitz im Einsatzraum eingeteilt, weil die Grenztruppen im Mobilmachungsfall als erste aufgeboten wurden und sofort einsatzbereit sein mussten, damit die Mobilmachung des Gros der Armee nicht gestört werden konnte.
Das Territorium der Grenzbrigade 9 schloss sich südlich an die Festungsbrigade 23 an und umfasste den Kanton Tessin ohne das Festungsgebiet Gotthard. Die wichtigste Sperrstelle war die Festungslinie LONA (als Abkürzung von LOdrino – OsogNA) mit Panzerabwehrlinie, flankierenden Befestigungen und Artilleriefelswerken im Tal und Bezirk Riviera südlich von Biasca. Sie umfasste 100 Befestigungsobjekte, die sich auf beiden Seiten des Flusses Tessin im Gemeindegebiet von Lodrino, Osogna, Iragna (Mairano) und Biasca (Mondascia) befinden. Im Falle eines Südangriffs wäre sie die letzte Verteidigungsstelle der Grenzbrigade 9 und der italienischsprachigen Schweiz vor dem Reduit gewesen.
Die Brigade hatte den Abnützungskampf ab Grenze zu führen, den Neutralitätsschutzdienst (NSD) sicherzustellen und die durch ihren Raum führenden Achsen zu sperren.

### Einheiten (Stand 1994)
Die Brigade wurde mit Tessiner Milizsoldaten gebildet:
- Werkkompanien 30, 61, 62, 63 kümmerten sich um die Infanteriewerke
- Festungsabteilung 9: Kompanien I und II in der LONA-Stellung, Kompanie III für 12-cm-Festungsminenwerfer, Kompanien IV, V, VI mit gezogenen Haubitzen.

### Kommandanten
- Alois Waldis 1938–1940
- Guglielmo Vegezzi 1941–1945
- Plinio Pessina 1946–1947
- Demetrio Balestra 1948–1953
- Piero Balestra 1954–1956
- Emilio Lucchini 1956–1959
- Brenno Galli 1960–1963
- Otto Pedrazzini  1964–1968
- Ferruccio Pelli 1969–1973
- Erminio Giudici 1974–1975
- Roberto Moccetti 1976–1978
- Eugenio Filippini 1979–1984
- Achille Crivelli 1985–1990
- Giuliano Crivelli 1991–1994

### Artilleriewerke und Sperrstellen
Die Werke und Sperrstellen der Grenzbrigade 9 liegen im Kanton Tessin (Mittel- und Südtessin). Die Abschnittsgrenze zur Festungsbrigade 23 (Gotthard, Nordtessin) bildete die Linie Basòdino-Pizzo Campo Tencia-Giornico-Rheinwaldhorn.
Zu einzelnen Sperrstellen gehören Artilleriewerke zur Feuerunterstützung (Sperrstellen von nationaler Bedeutung mit *):
Agno, Arbedo, Arogno, Biasca, Biscia San Jorio, Brontallo, Bignasco, Brusino Arsizio, Camedo, Camignolo Bironico, Camorino, Ceneri Nord, Capolago, Diga di Melide, Gandria*, Gerra Piano Cugnasco, Gerra, San Nazzaro, Gola di Lago, Gordola, Gudo, Grono, Intragna, Lodrino-Osogna LONA*, Magadino*, Monte Ceneri*, Monte di Medeglia*, Moleno Cresciano, Novaggio, Ponte Brolla, Ponte Tresa, Ranzo, Roveredo, San Jorio, Ronco, Moscia, Strada Indemini, Taverne Mezzovico, Valmara Ponte, Vira, Vogorno

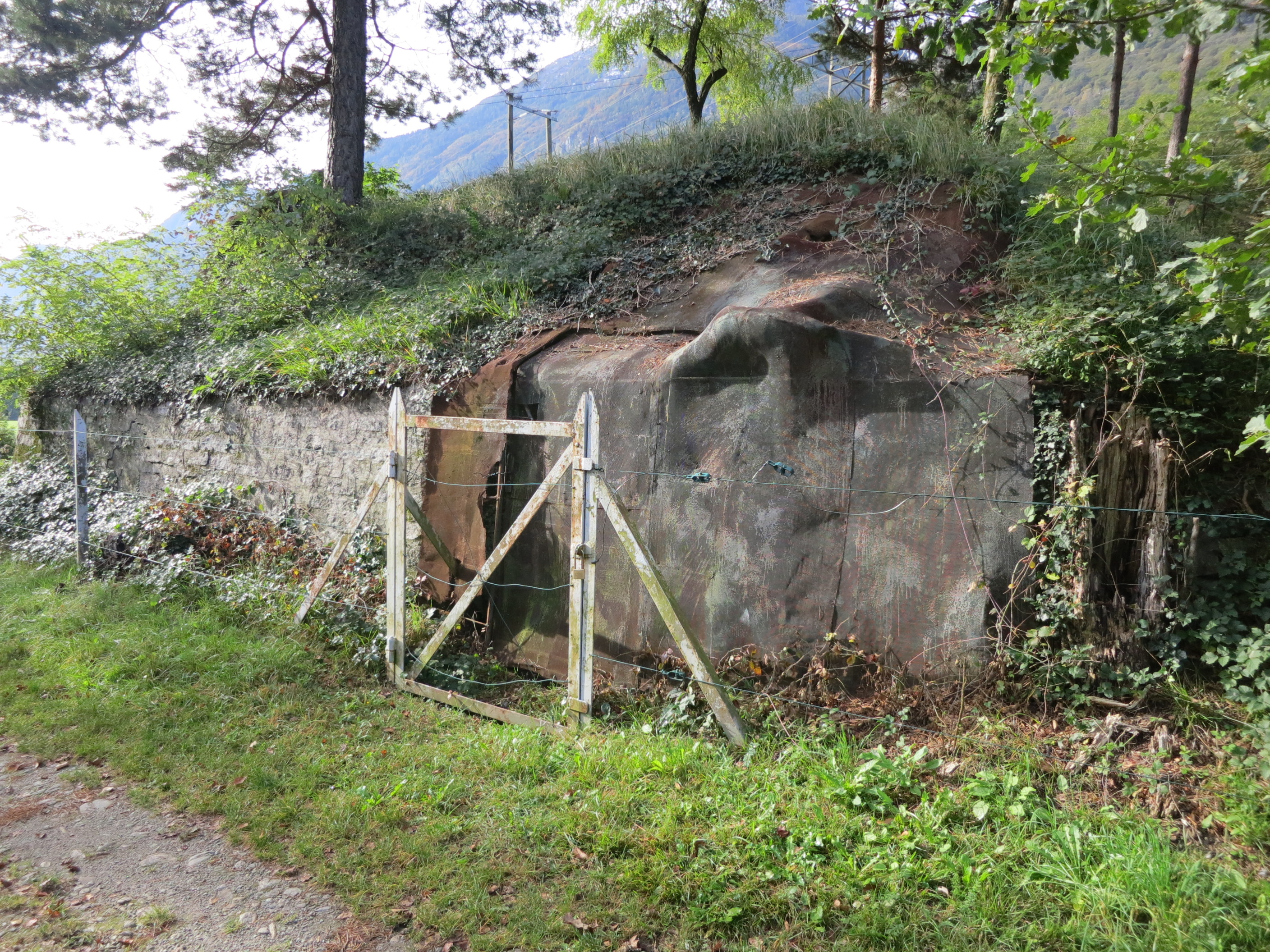
Artilleriebunker Iragna-Mairano A 8154
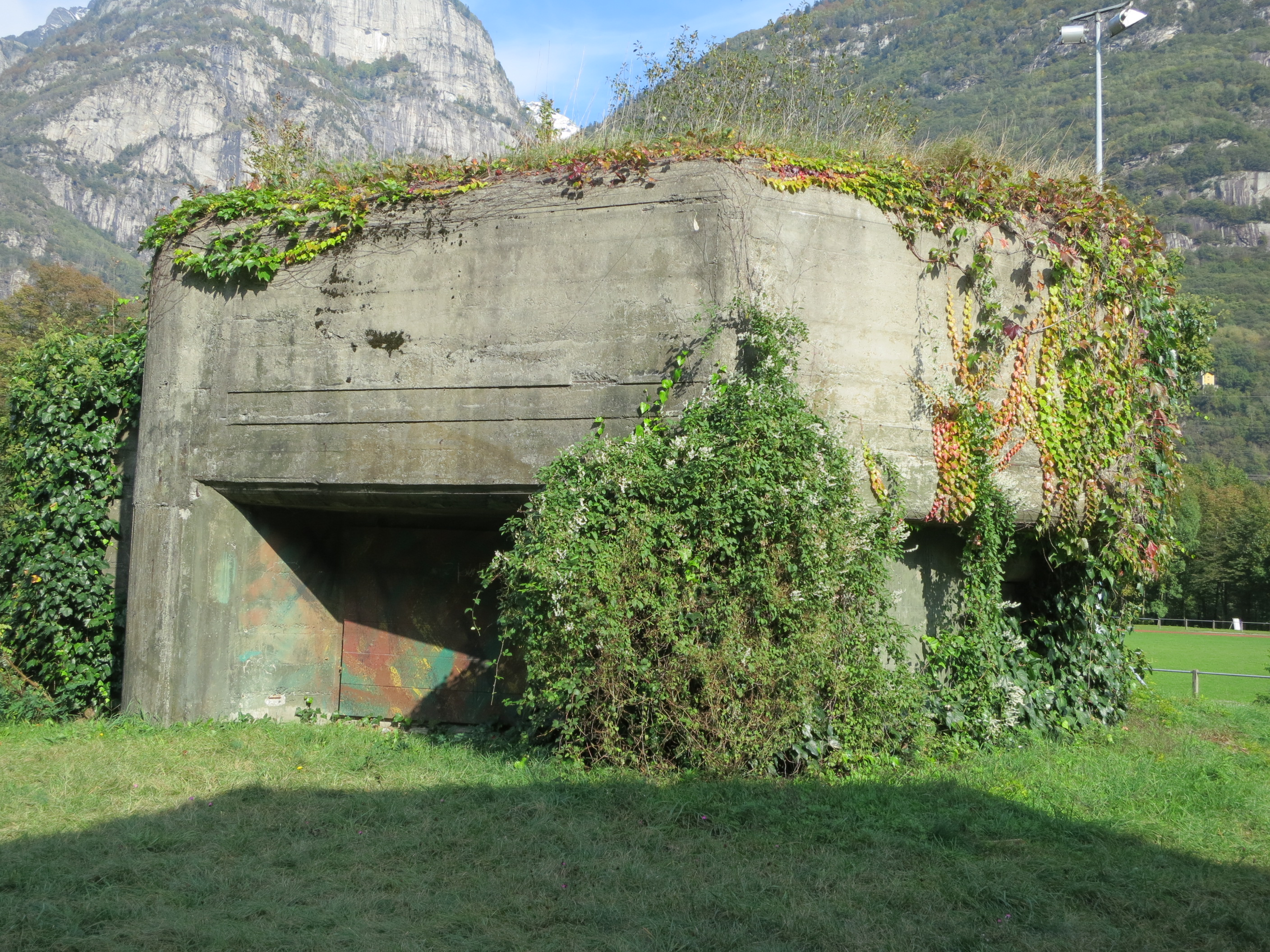
Infanteriebunker Grande A 8128, Lodrino
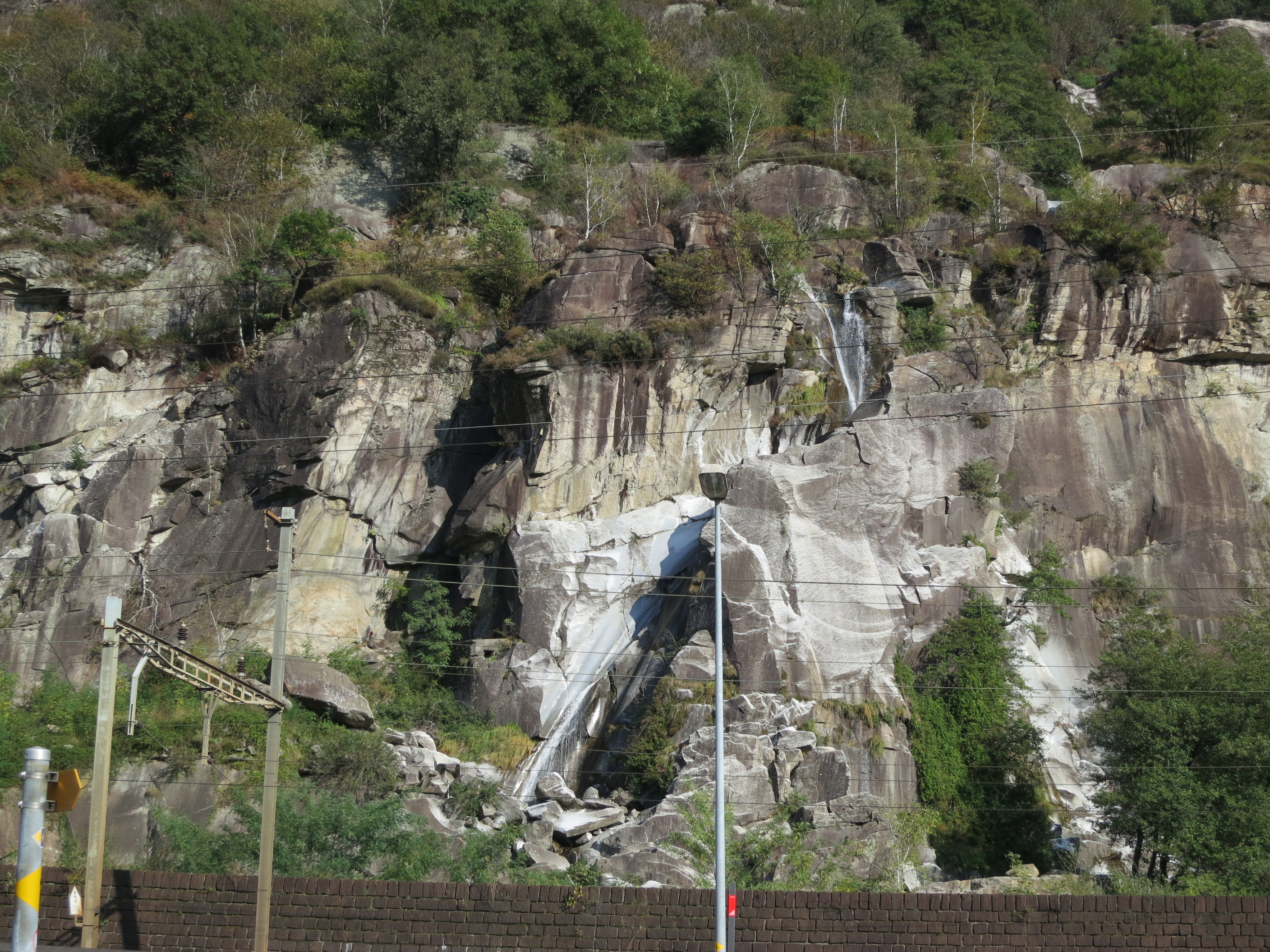
Infanteriewerke A 8141, Osogna

## Sperrstelle Gola di Lago
Die von 1939 bis 1942 gebaute Sperrstelle war Teil der Abwehrlinie von Ponte Brolla ⊙ über Indemini ⊙, Mezzovico-Vira ⊙, Gola di Lago bis nach Gandria ⊙.
Der Bunkerweg Nr. 4 der Fortificazioni Ticinesi (ForTi) auf Gola di Lago (972 m ü. M.) umfasst neun Objekte. Sie können über zwei Bergwanderwege erreicht werden: 1. Gola di Lago-Davrosio-Gola di Lago: 6 km, Höhenunterschied 381 m, 2. Gola di Lago-Cima di Lago-Stinche-Gola di Lago: 5 km, Höhenunterschied 222 m.
- 01 Infanteriewerk Cappella di Lago A 8014 (1010 m ü. M.) ⊙
- 02 Infanteriewerk Davrosio A 8012 ⊙
- 03 Wendeplatz für Militärfahrzeuge ⊙
- 04 Wasserquelle für die Militärversorgung ⊙
- 05 Unterkunftsbaracken Gola di Lago ⊙
- 06 Infanteriewerk Cima di Lago 2 A 8017 ⊙, Gegenwerk zu Cima di Lago 1
- 07 Infanteriewerk Cima di Lago 1 A 8016 ⊙
- 08 Denkmal Grenzbrigade 9, 1993 erbaut ⊙
- 09 Unterstand Stinché  A 8018 ⊙

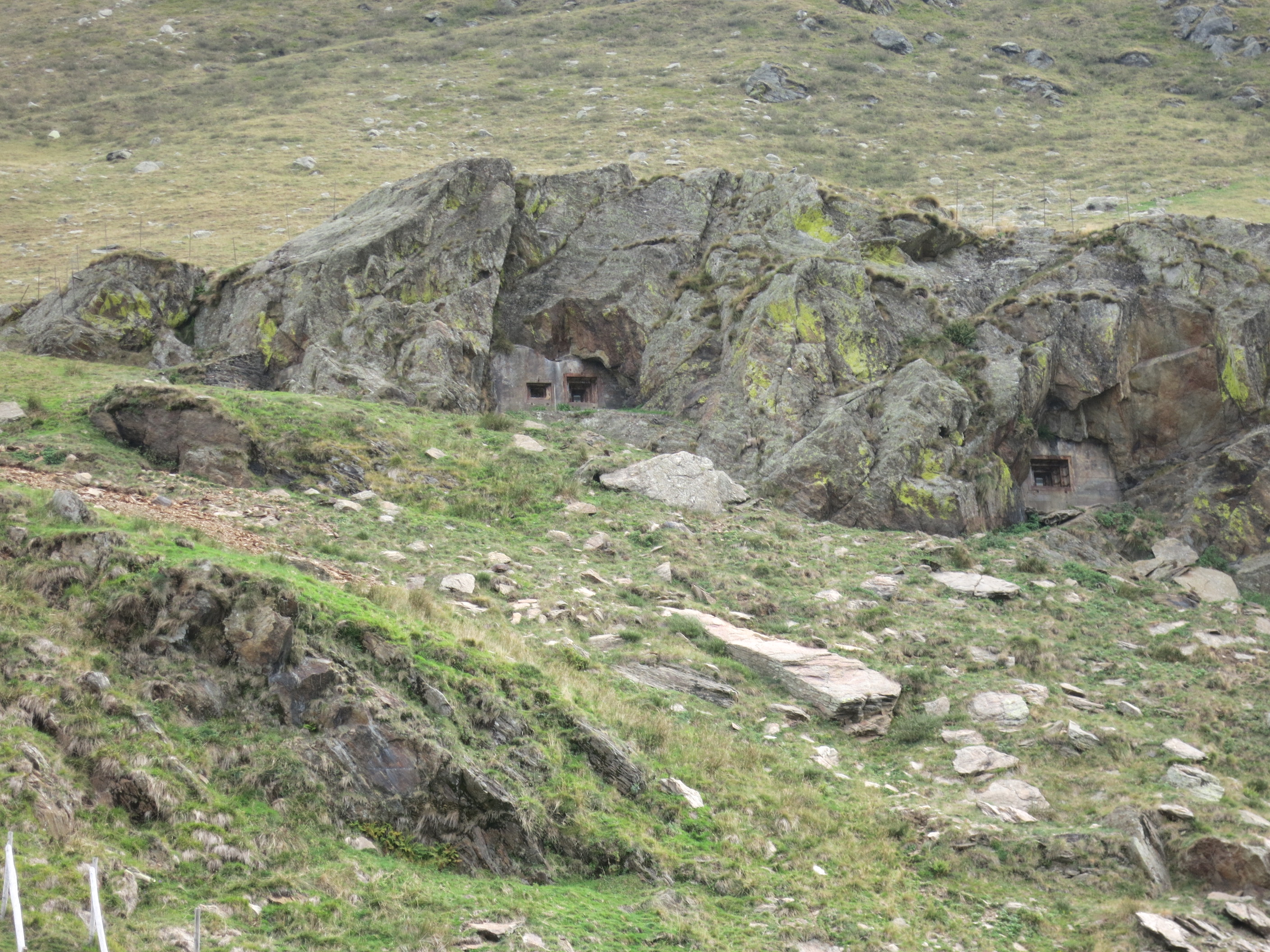
Infanteriewerk Davrosio A 8012
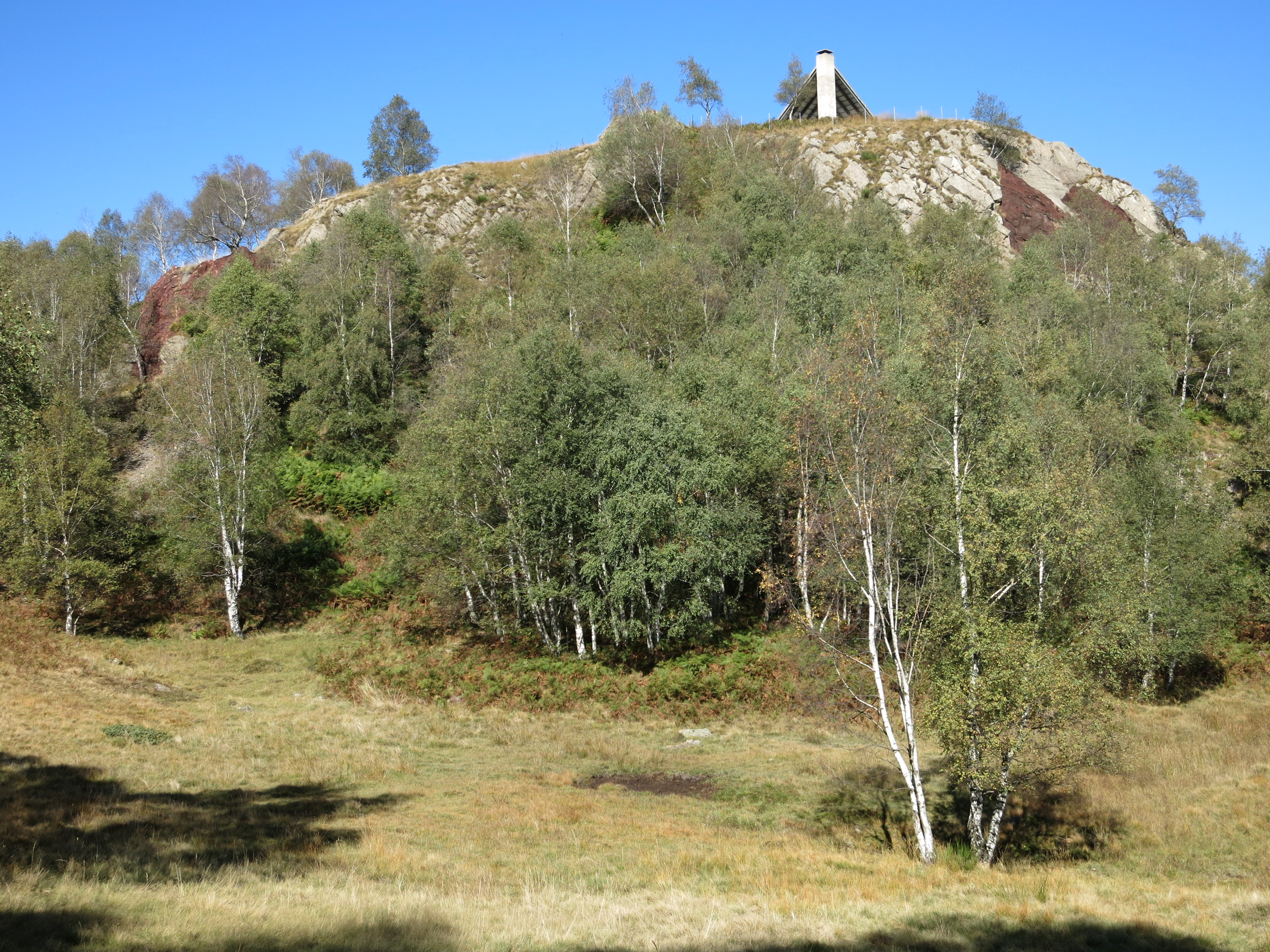
Infanteriewerk Cima di Lago 1 A 8016
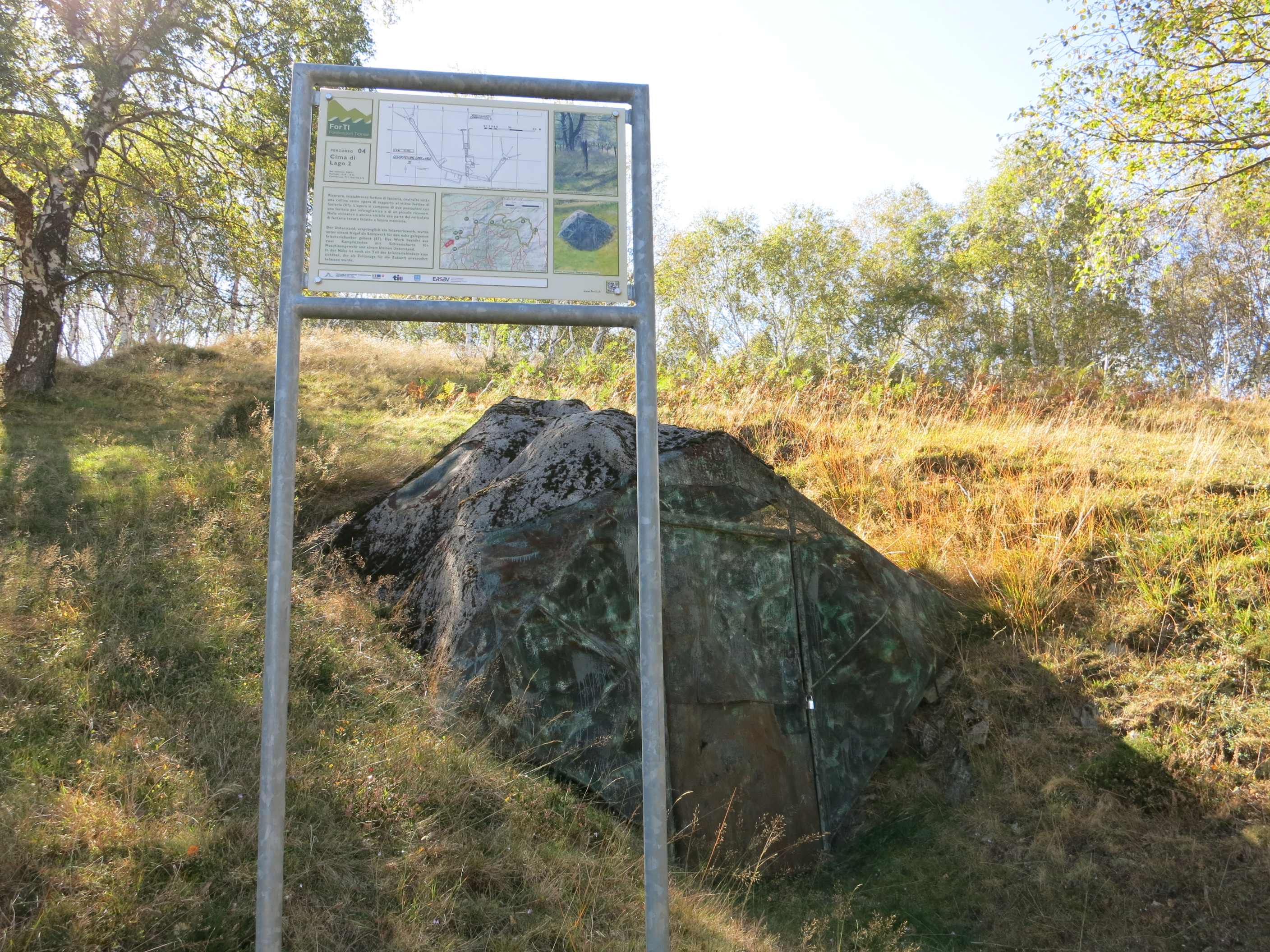
Infanteriewerk Cima di Lago 2 A 8017: Eingang
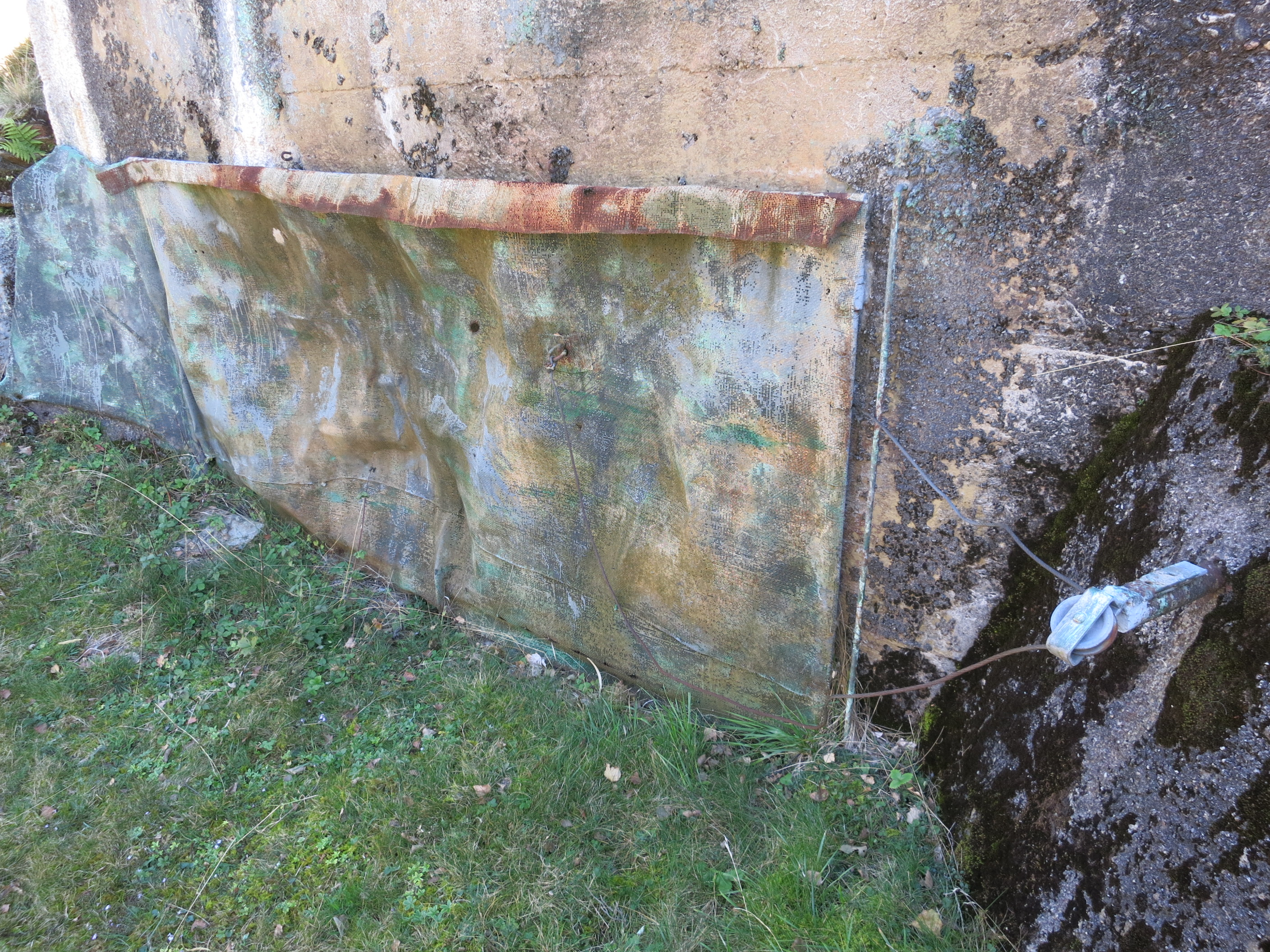
Infanteriewerk Cima di Lago 2 A 8017: Scharte

## Sperrstelle Gandria

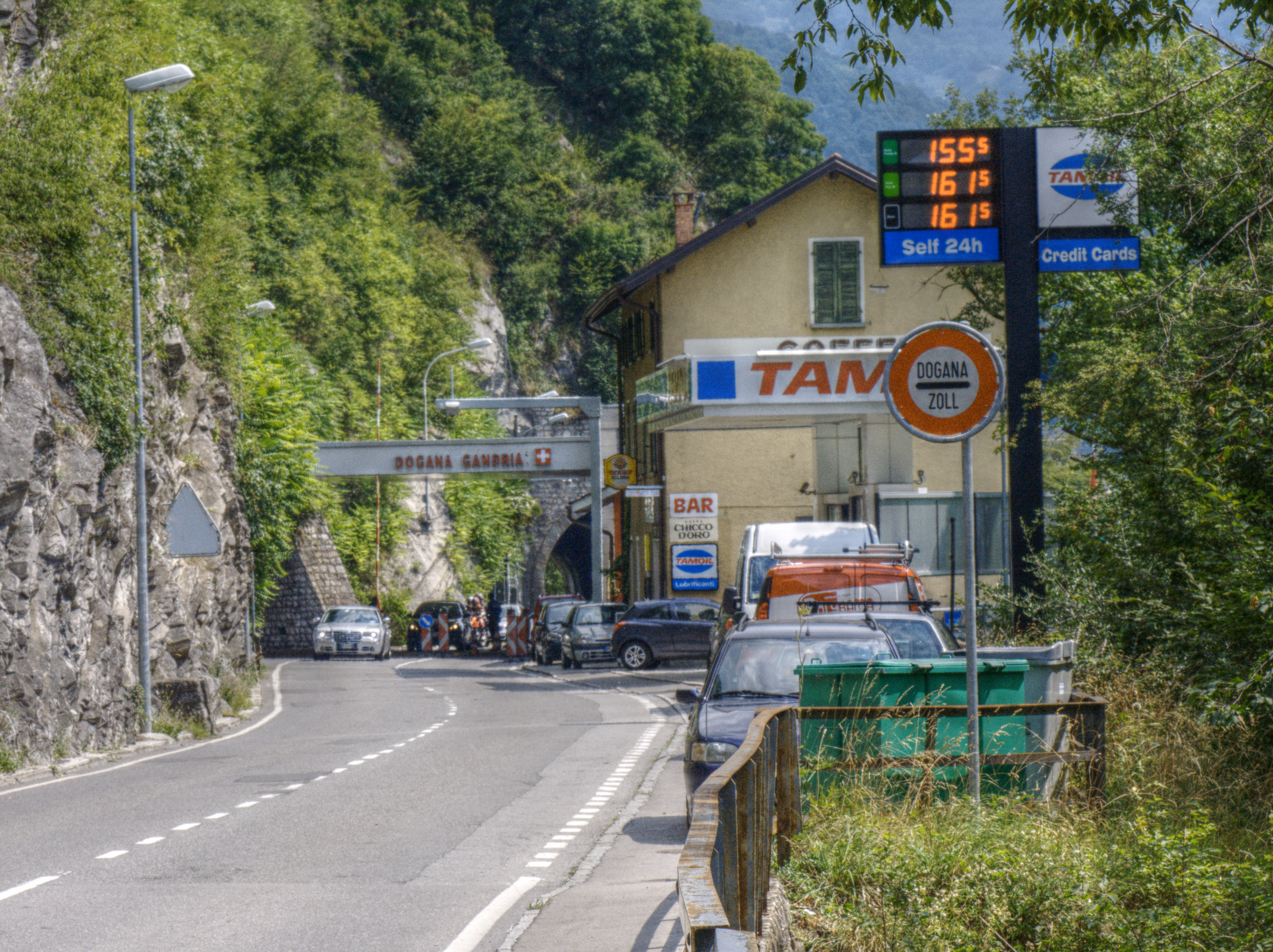
Zollstation, dahinter Strassentunnel mit Falltor

Die Sperrstelle Gandria (Armeebezeichnung Nr. 920) der Grenzbrigade 9 hatte die neue, von 1933 bis 1935 gebaute, Strasse Lugano–Porlezza zu sperren. Die Sperre mit einem kleinen Infanteriewerk im Fels und vier weiteren Befestigungswerken entstand zwischen 1934 und 1944. Beim Infanteriewerk wurde im Innern des Strassentunnels ein Falltor von rund 30 Tonnen Gewicht installiert, um die Strasse gegen Panzer zu sperren ⊙. Gandria gilt als Sperrstelle von nationaler Bedeutung.

## Sperrstelle Monte di Medeglia
Die Sperrstelle Monte di Medeglia-Alpe del Tiglio (Armeebezeichnung Nr. 928) umfasst rund 20 Objekte als Kavernen, Unterstände, Felswerke und Feldbefestigungen. Sie sind eine Fortsetzung der Verteidigungslinie der Sperrstelle Monte Ceneri. 1914–18 bauten die Truppen Schützengräben und Unterstände, 1939–45 wurde ein Felsenwerk realisiert und in der Nachkriegszeit verschiedene Kavernen und vorfabrizierte Unterstände.
Das Netz von Militärstrassen (10 km Länge) und Saumpfaden, das Robasacco, die Cima di Medeglia, die Alpe del Tiglio, die Alpe delle Lagonce (Alpe Grumo/Grun) und den Monte Ceneri verbindet, wurden zwischen 1913 und 1916 in mehreren Etappen errichtet. Zur Tarnung der Befestigungen und Wege wurden von 1915 bis 1920 Aufforstungen auf der Cima di Medeglia und der Alpe Grun/Grumo durch die Truppen vorgenommen.
Der Bunkerweg Nr. 5 der Fortificazioni Ticinesi (ForTi) führt von Isone hinauf zur Cima di Medeglia (1259 m ü. M.) und hinab zum Monte Ceneri (554 m ü. M.). Er umfasst 9 Standorte:
Die Sperrstellen Monte Ceneri und Monte di Medeglia-Alpe del Tiglio gelten als militärhistorische Denkmäler von nationaler Bedeutung.
- 01 Unterstände Matro A 8231 mit Schützengräben (1. WK) ⊙
- Unterstand Cime di Medeglia A 8035 Cp Zap III/9 (Sappeur-Kompanie III/9)
- 02 Unterstände Motto del Predoso A 8037 mit Schützengräben (Stützpunkt III Bat 65, 1. WK) ⊙
- 02 Unterstände Motto del Predoso A 8036 mit Schützengräben (1. WK) ⊙
- 02 Unterstände Motto Rotondo  A 8038 mit Schützengräben (Stützpunkt II, 1. WK) ⊙
- 03 Unterstände Sopra Canaa A 8039 mit Schützengräben (Stützpunkt I, 1.WK) ⊙
- 04 Offene Artilleriestellung Alpe delle Lagonce/Alpe di Grumo, zwei 12-cm-Kanonen (1. WK) ⊙

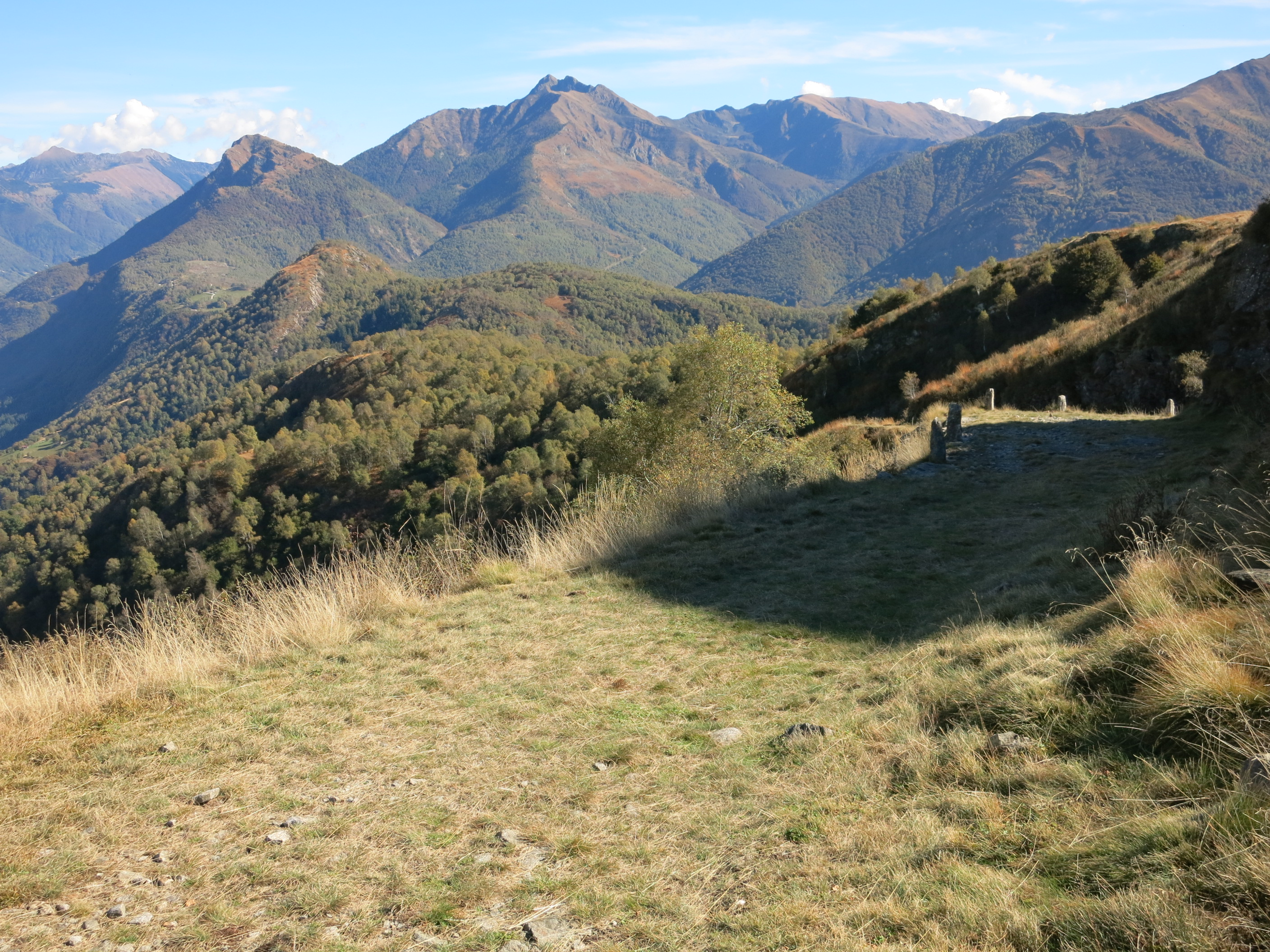
Militärstrasse auf Cima di Medeglia (ex Pkt. 1263)
Blick von der Cima di Medeglia Pkt. 1263 nach Übergang Pkt. 1050
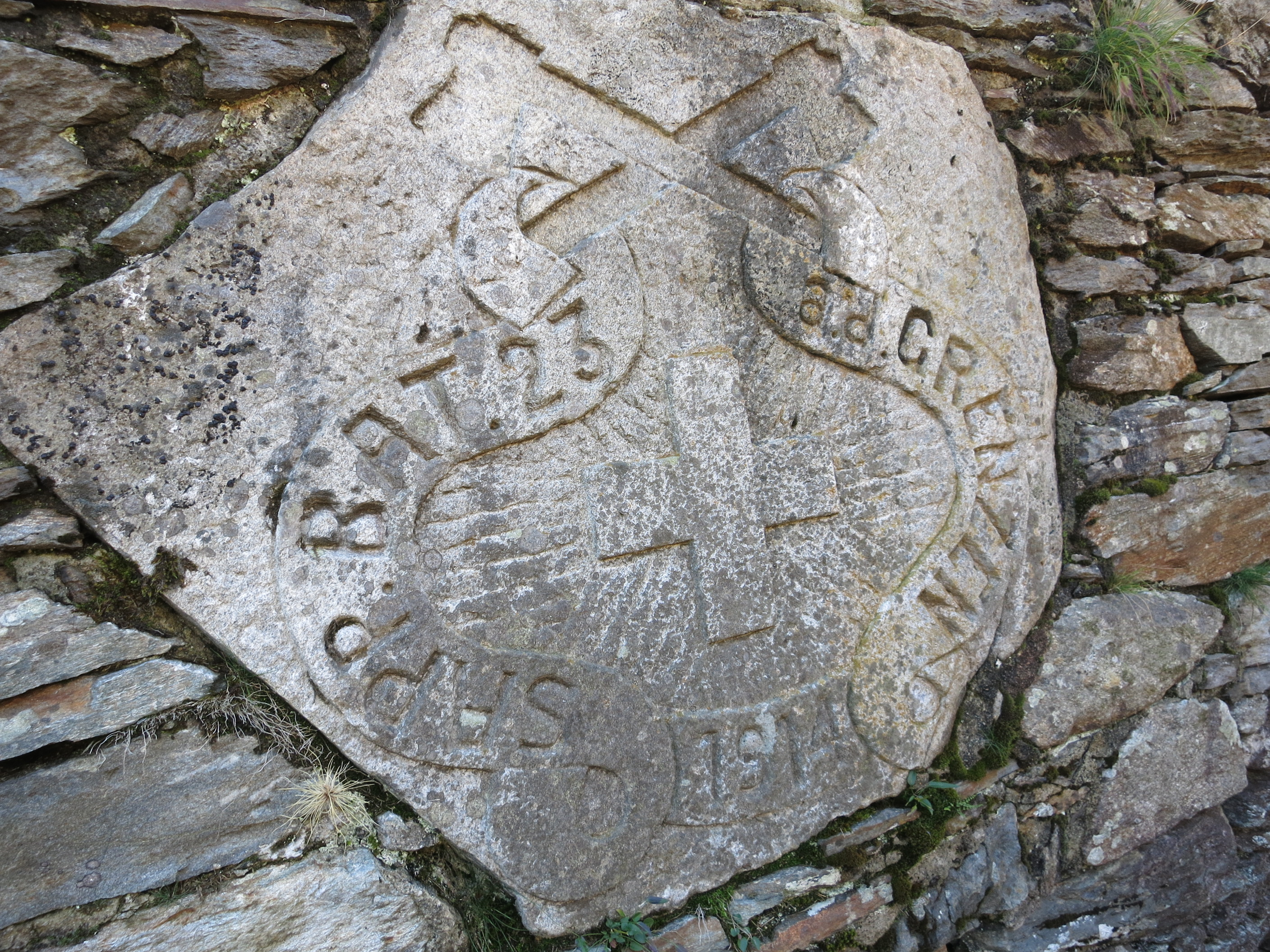
Sopra Canaa: Sapp Bat 23 1914
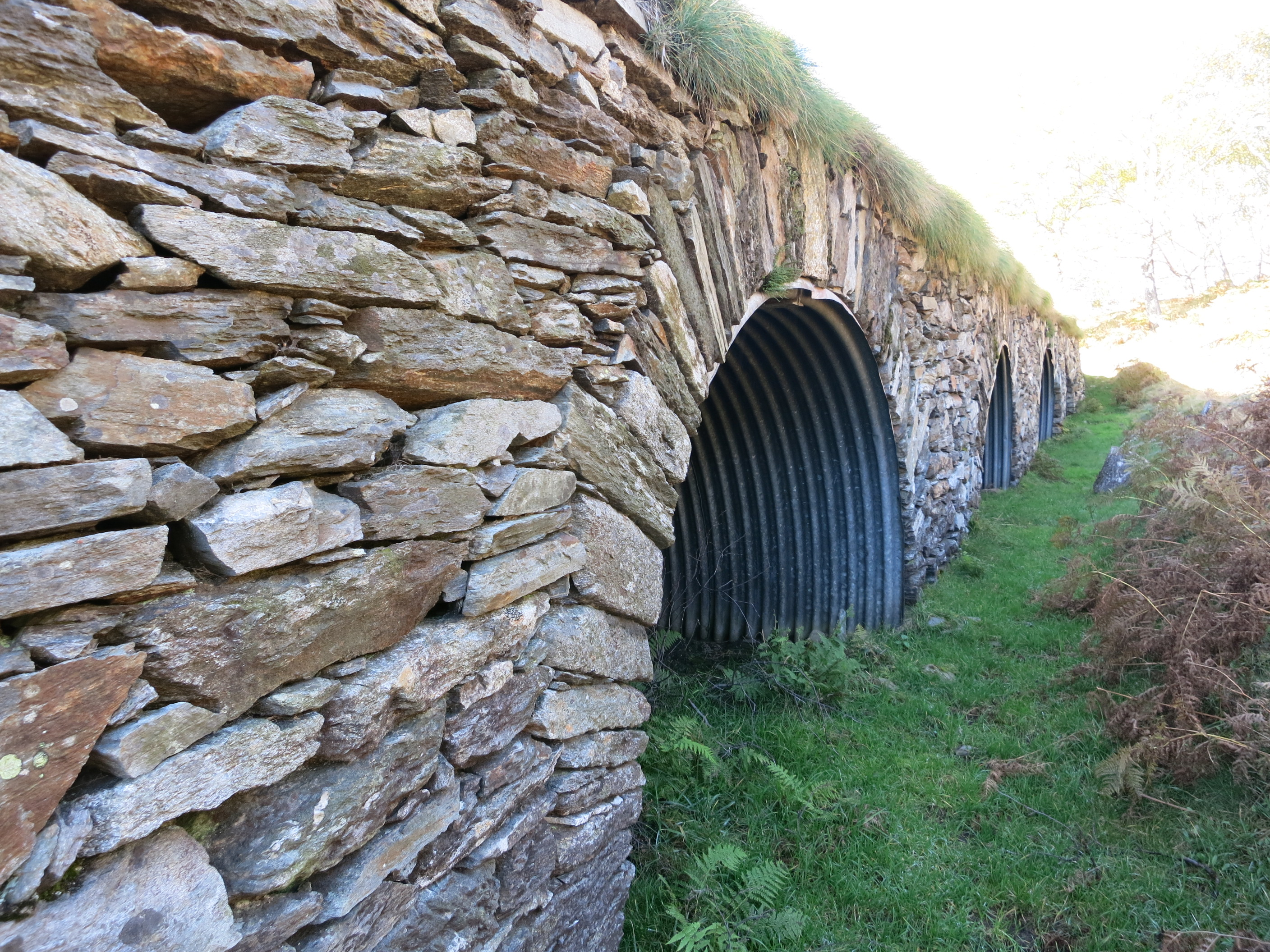
Kehlgraben Sopra Canaa A 8039

## Sperrstelle Monte Ceneri
Die Sperrstelle Monte Ceneri umfasst rund 30 Objekte, darunter eine Flankiergalerie für zwei 7,5-cm-Kanonen (Spina A 8046) und vier Infanteriestützpunkte (zwei mit 7,5-cm-Kanonen). Mehrere Maschinengewehrstellungen hatten die Aufgabe, den Übergang Monte Ceneri zu sperren. Die Sperrstelle wurde in drei Bauetappen realisiert: 1913–1920 Flankierbatterie und vier Stützpunkte, 1939–1945 Maschinengewehr- und Kanonenstellungen, nach 1945 vorfabrizierte Unterstände. Der erste der vier Infanteriestützpunkte ist vermutlich auf den Ruinen eines römischen Kastells errichtet worden.
- 05 Infanteriestützpunkt Ceneri 4 A 8042 (1. WK) ⊙
- 06 Infanteriestützpunkt Ceneri 3 A 8048 (1. WK) ⊙
- Infanteriekanonen-Stand A 8047 (2. WK) ⊙
- Infanteriebunker A 8048 (2. WK) ⊙
- 07 Infanteriestützpunkt Ceneri 1 A 8052 (1. WK) ⊙
- 08 Artilleriefort Spina A 8046 (1913–1939) ⊙
- 09 Bunker Nagra  A 8051 (1. WK) ⊙

Geschütz der Südbatterie Monte Ceneri, Hintergrund: Cima di Medeglia, Alpe di Grumo/Grun, Infanteriestützpunkte 1, 2 und 3
Kehlgraben Stützpunkt 3
Artilleriefort Spina A 8046
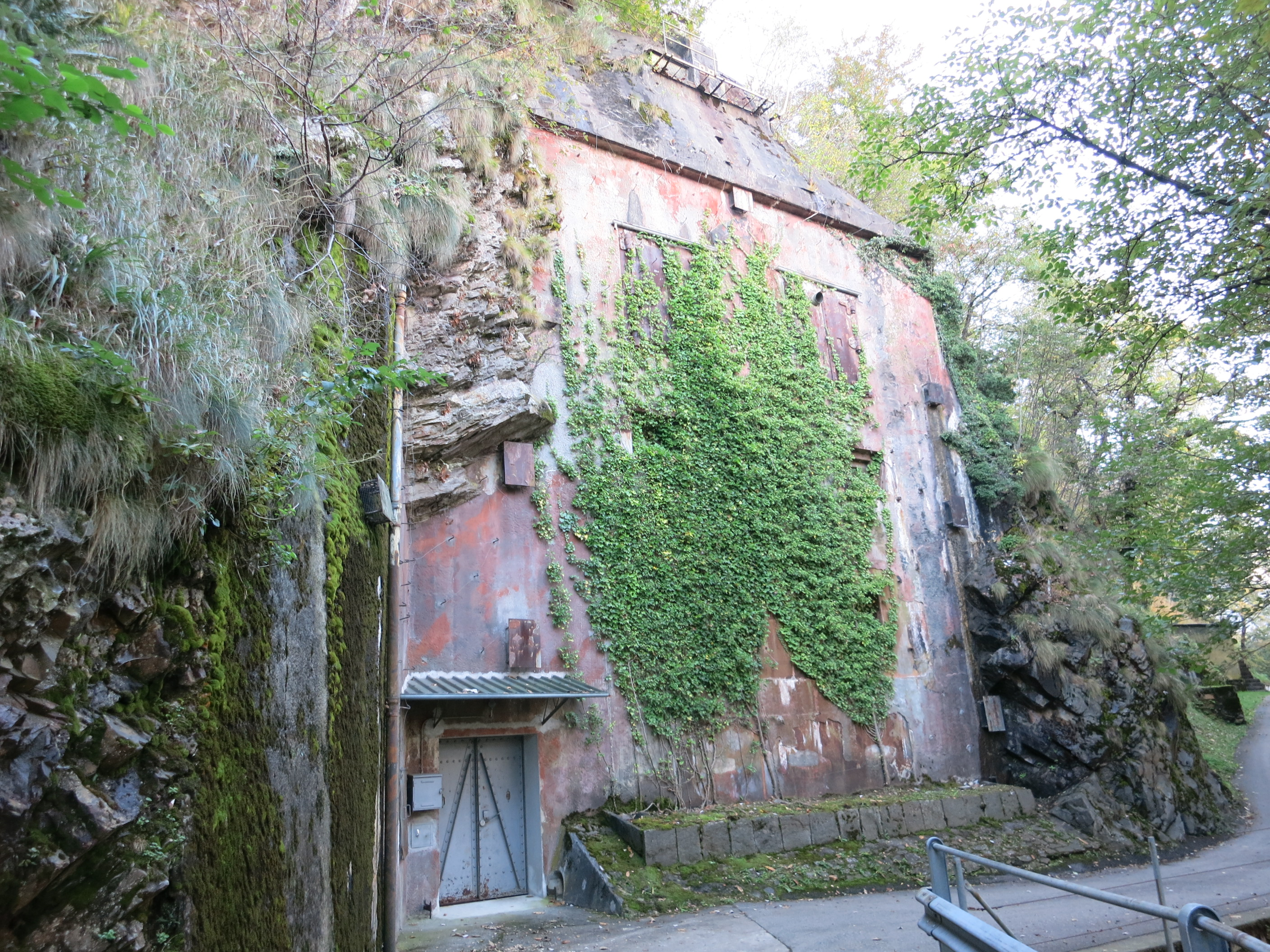
Forte Spina A 8046, von oben nach unten: je zwei Scheinwerfer-, Maschinengewehr- und 7,5-cm-Kanonenscharten

## Sperrstelle Magadino–Gordola
Die Sperrstelle Magadino-Gordola mit den Befestigungen zwischen Magadino und Quartino hatte die Aufgabe, allfällige Angriffe aus Italien abzuwehren, die vom Gambarogno, vom Lago Maggiore und der Uferstrasse auf der rechten Seeseite sowie vom Centovalli her drohten. Die Sperrstelle war Teil der Abwehrlinie Alpe del Tiglio – Cima di Medeglia – Monte Ceneri – Magadino – Gordola.
Das Artilleriefort Spina A 8046 auf dem Monte Ceneri wurde mit den Artillerieforts Magadino A 8062 und Gordola ursprünglich als Sperranlage der Strassenachse Lugano-Bellinzona konzipiert. Die Festungsbauten an der Cima di Medeglia und auf der Alpe del Tiglio dienten als Flankierwerke für diese drei Hauptwerke. Die Sperrstellen Magadino und Gordola gelten als militärhistorische Denkmäler von nationaler Bedeutung.
Der Bunkerweg Nr. 7 der Fortificazioni Ticinesi (ForTi) führt zu den Anlagen von Magadino nach Quartino, die zur Sperrstelle Magadino-Gordola gehörten.
Sperrstelle Magadino
- 01 Unterer Infanteriebunker «Magadino inferiore», «Forte Olimpio» A 8064 ⊙
- 02 Neue Galerie 1 ⊙
- 03 Neue Galerie 2 ⊙
- 04 Artilleriefort Magadino A 8062, Flankierbatterie mit zwei 7,5-cm-Kanonen ⊙
- 05 Schützengraben 1 und 2 ⊙ ⊙ ⊙
- 06 Oberes Blockhaus «Magadino superiore» A 8061 ⊙
- 07 Schützengraben 3 ⊙ ⊙ ⊙
- Militärseilbahn (Windenbahn) Z309 für den Materialtransport zum Fort A 8062

Sperrstelle Gordola
- Artilleriefort Gordola, Flankierbatterie mit zwei 7,5-cm-Kanonen ⊙
- Infanteriewerk, Kehlkaserne Gordola ⊙
- Kasematte Verzasca 1: 8,4-cm-Kanone ⊙
- Kasematte Verzasca 2: 8,4-cm-Kanone ⊙

Artilleriefort Magadino A 8062
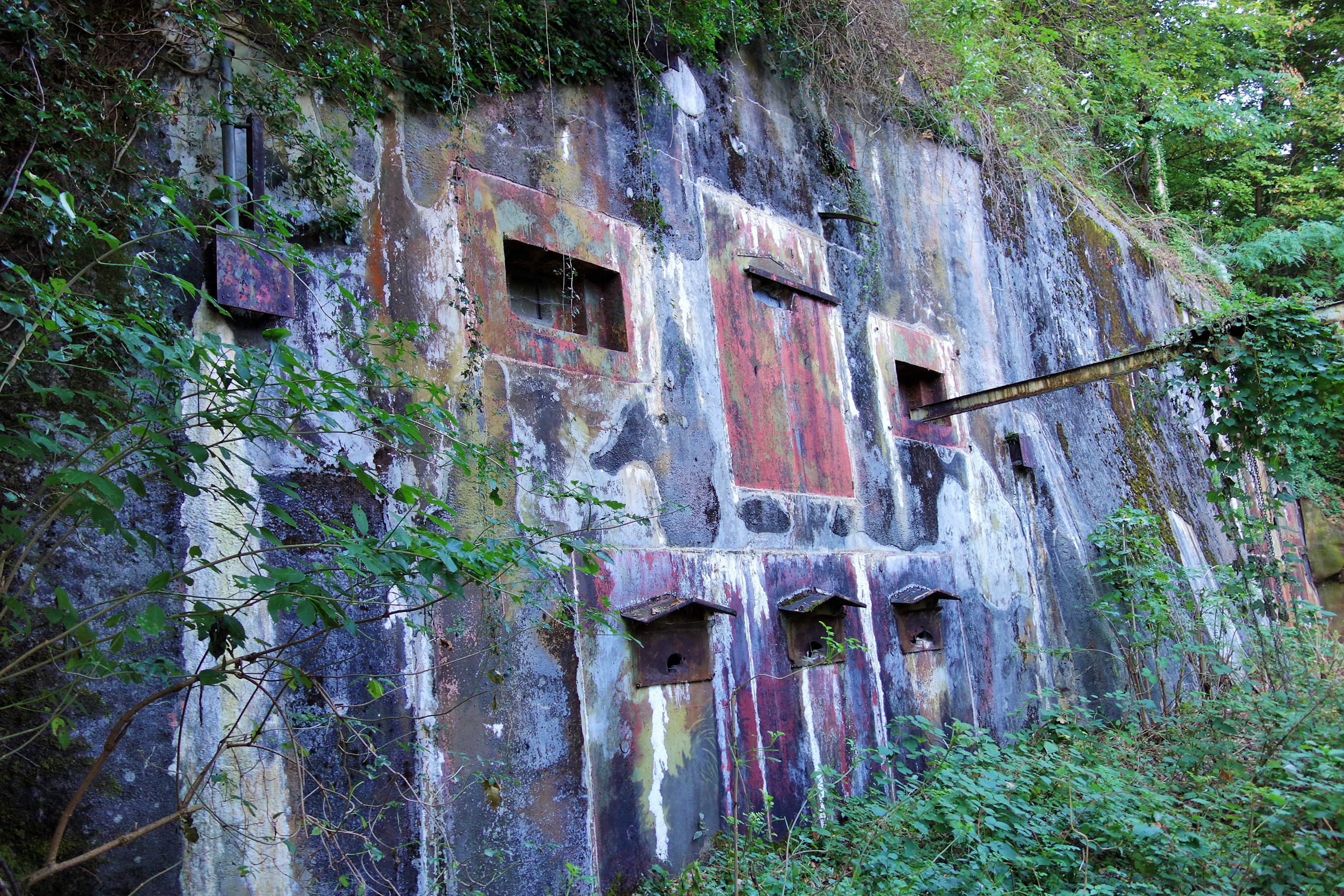
Artilleriefort Magadino A 8062 (2019)
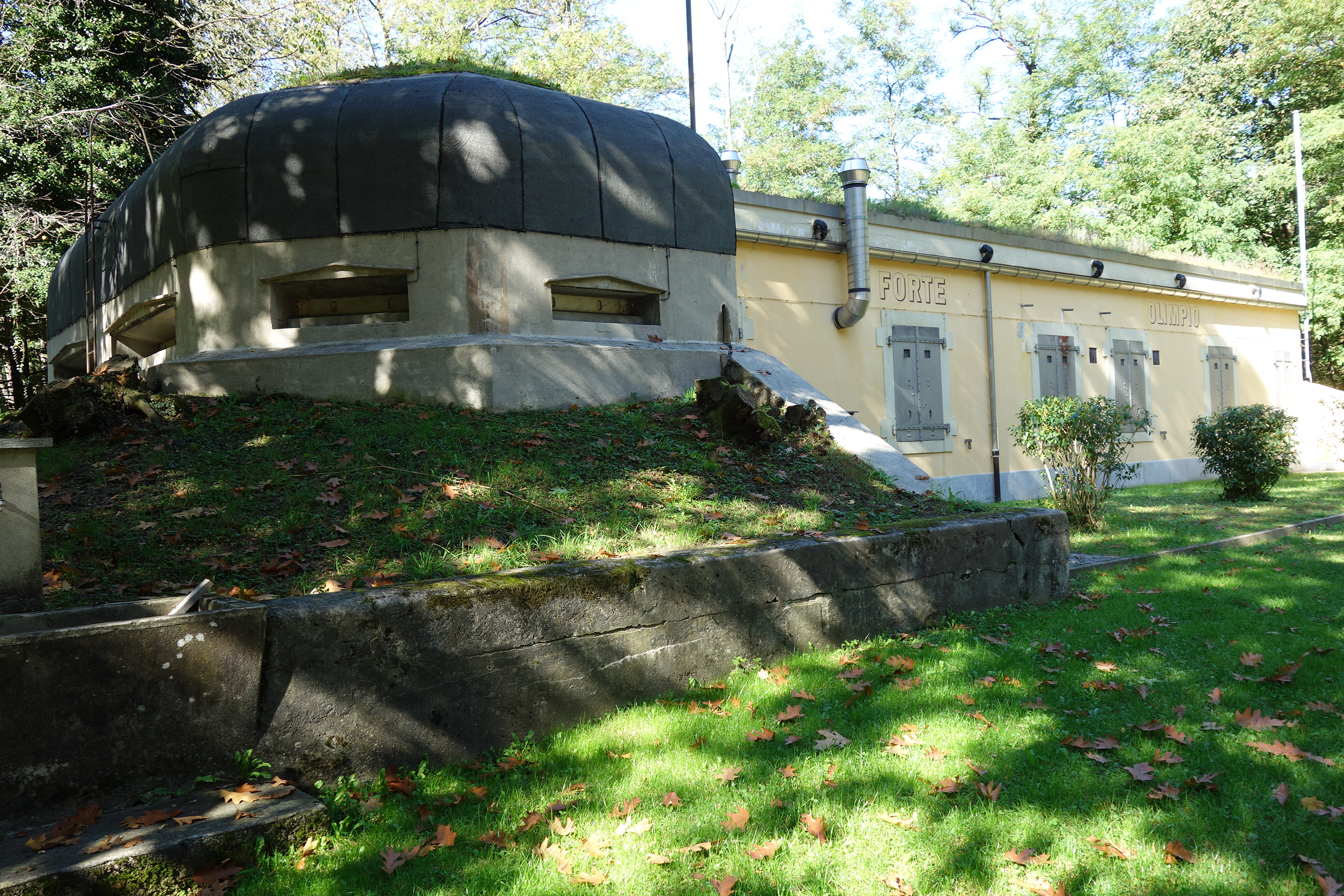
Forte «Olimpio» A 8064, Magadino
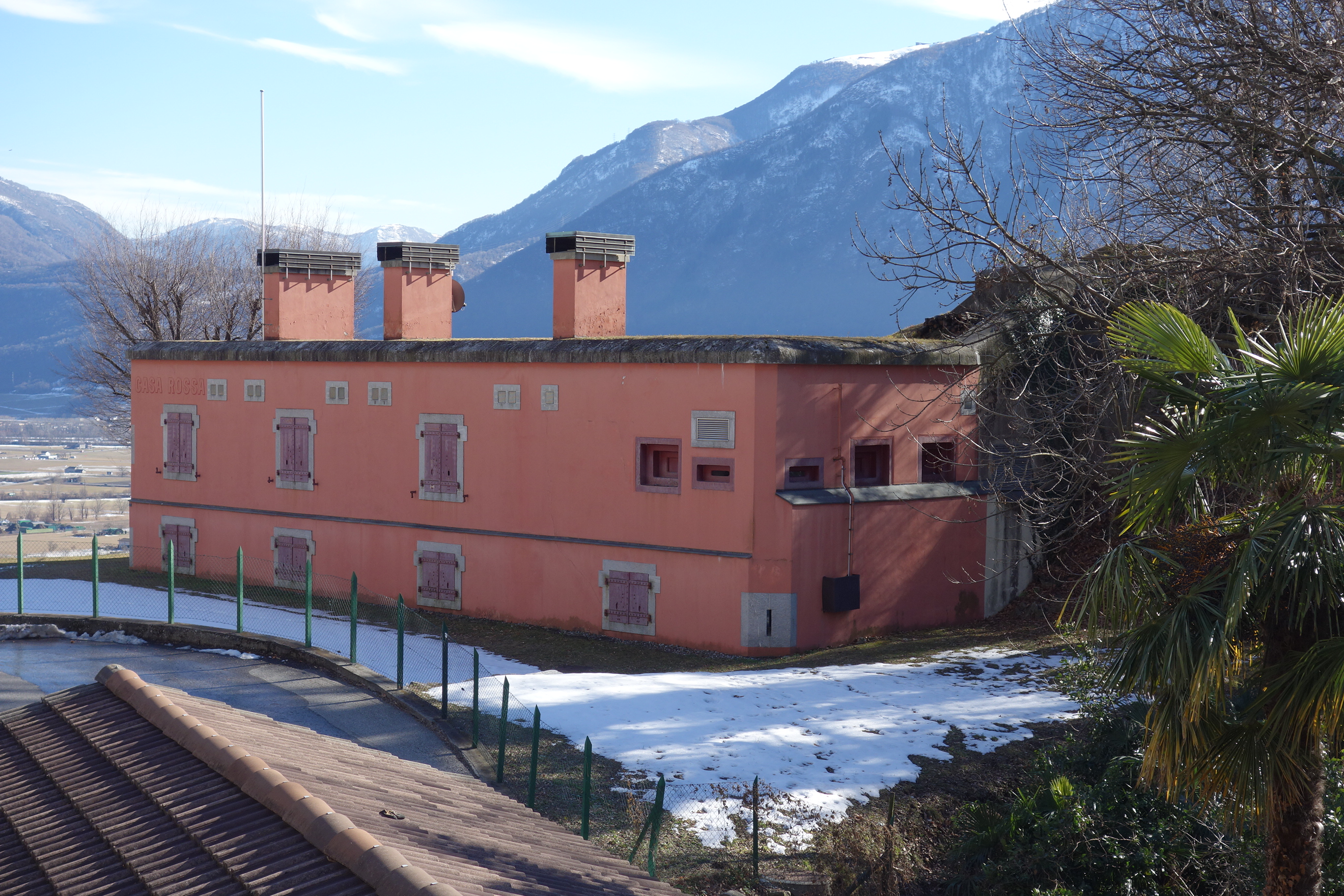
Infanteriewerk Gordola mit Kehlkaserne (links)
Artilleriefort Gordola

## Sperrstelle Ponte Brolla

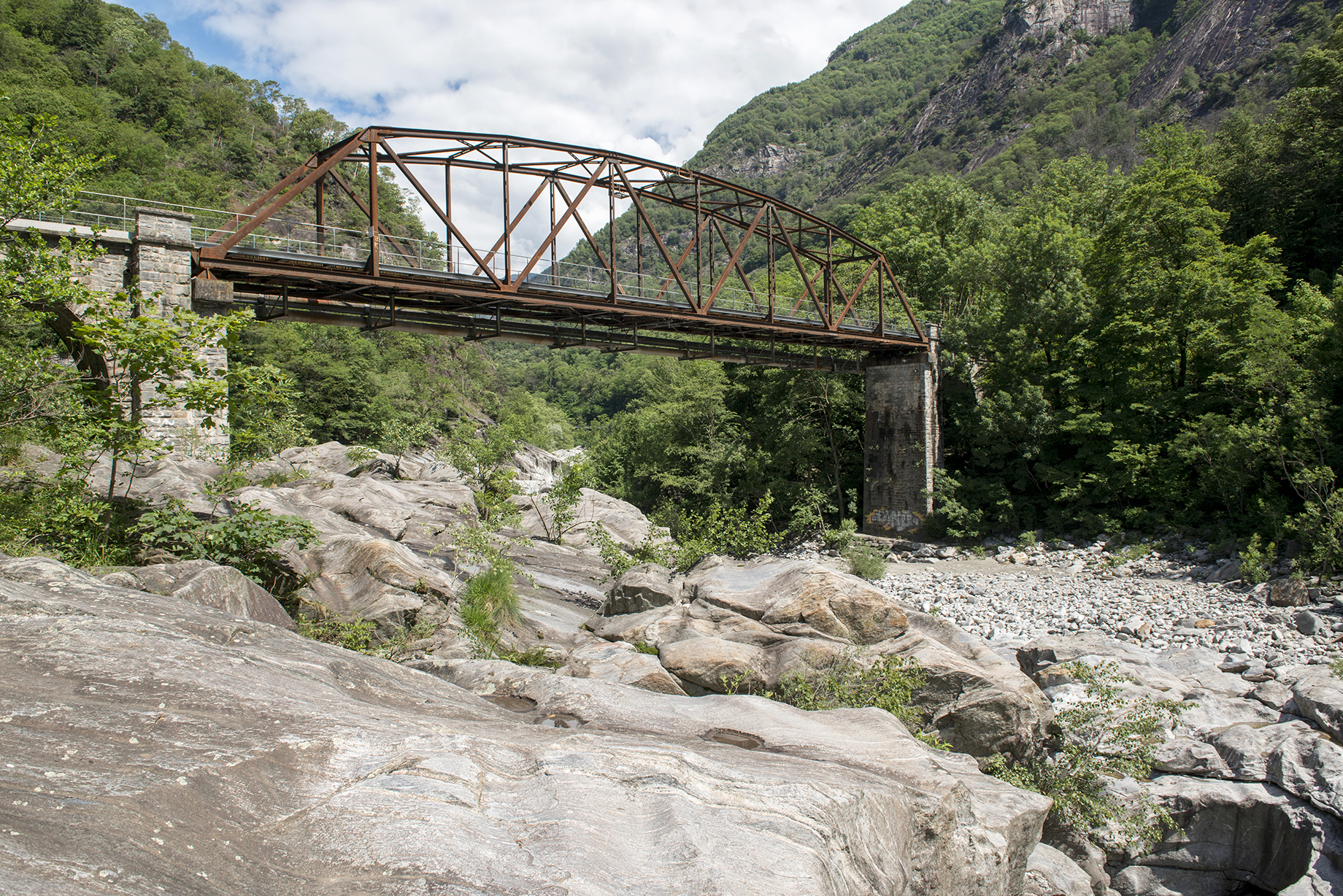
Sprengobjekt Alte Bahnbrücke

Die Sperrstelle (Armeebezeichnung Nr. 917) befindet sich in der Ortschaft Ponte Brolla an der Maggia, wo sich die Täler Centovalli und Valle Maggia verzweigen. Das Werk A 8075 besteht aus zwei über einen sehr langen Stollen miteinander verbundenen Teilen.
- Infanteriewerk Ponte Brolla/Tegna A 8075 ⊙
- Infanteriewerk Ponte Brolla links A 8076 ⊙
- Infanteriewerk Vallone A 8077 ⊙
- GPH Ponte Brolla T 4254 ⊙
- Sprengobjekt Alte Bahnbrücke	⊙
- Sprengobjekt Ponte Brolla	⊙
- Munitionsmagazin Ponte Brolla	⊙

## Museen und Wanderwege Fortificazioni Ticinesi (ForTi)

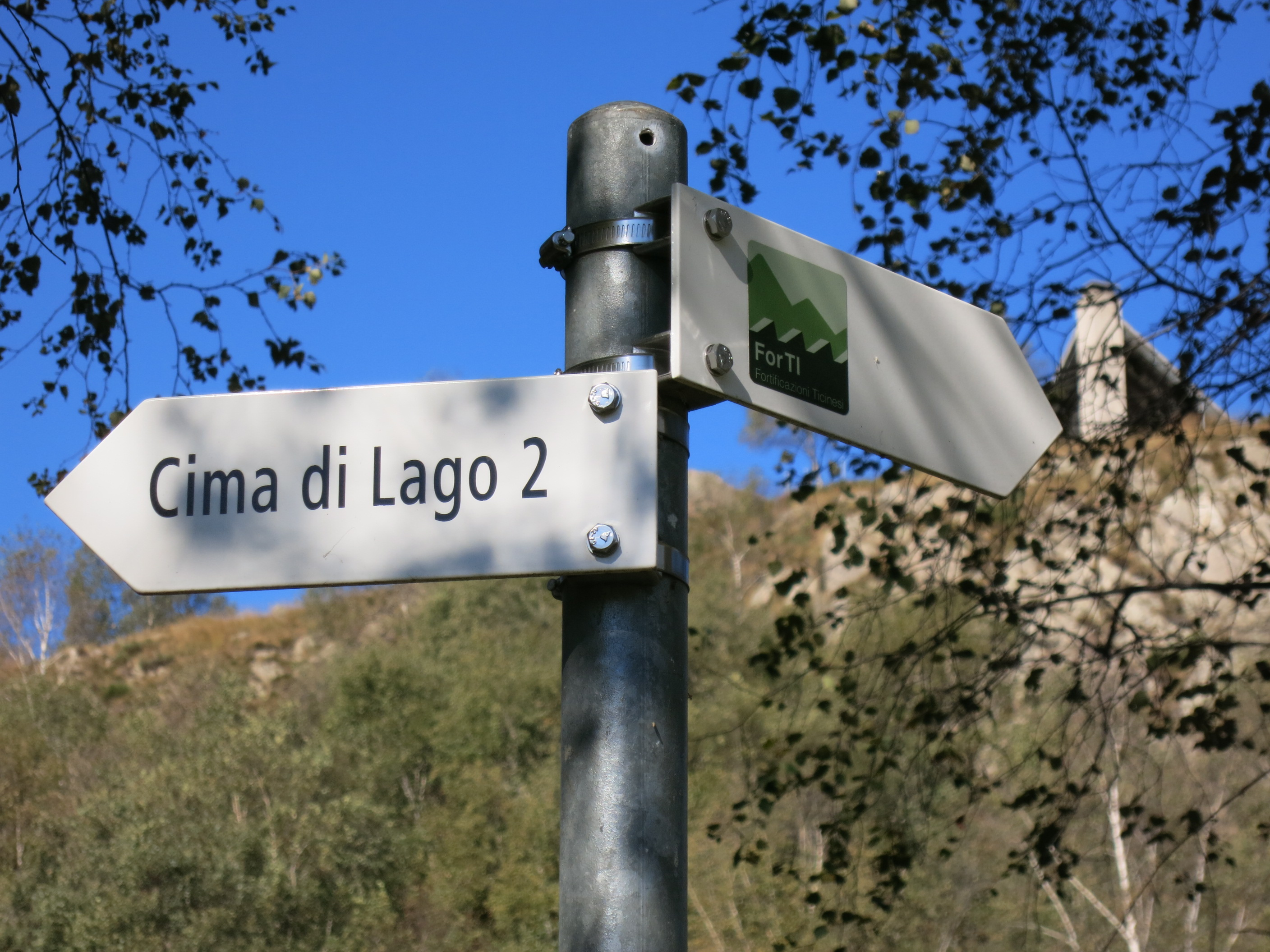
Bunkerwanderweg ForTi 04 - Gola di Lago

Das 1999 eröffnete Museum «Forte Mondascia» im ehemaligen Artilleriewerk Mondascia bei Biasca wird vom Verein Gruppo Escursionisti Liberi (GEL) betrieben, der die Festungsanlage/Talsperre Lona erhalten und die damaligen Anlagen und Verteidigungsmittel der Infanterie der Öffentlichkeit zugänglich machen will.
Der 2018 gegründete Verein «Associazione Fortificazioni Gambarogno» mit Sitz in Magadino hat sich dem Erhalt militärischen Anlagen in der Region verschrieben und unterhält das Museum «Forte Olimpio».
Elf Wanderrouten von Fortificazioni Ticinesi (ForTi) führen in verschiedenen Gebieten des Tessins an militärhistorisch interessante Orte: von den Waffenplätze Monte Ceneri und Airolo, den Flankierbatterien in Magadino und Spina bis zu den Artilleriewerken.